# Нунцианте, Алессандро
Алессандро Нунцианте герцог Миньяно (30 июля 1815, Мессина — 6 марта 1881, Неаполь) — итальянский военный и общественно-политический деятель. Генерал-лейтенант (с 1860).

## Биография
Сын генерала Вито Нунцианте. Военное образование получил в Военной школе в Неаполе (1827—1833). По обычаям того времени, отец купил ему офицерский патент и звание капитана в одном из сицилийских полков. Закончив обучение в 18 лет, он начал блестящую карьеру в 7-м неаполитанском полку.
В 1839 году женился на дочери герцога Миньяно, принадлежавшей к одной из самых известных семей Королевства обеих Сицилий.
Был другом короля Фердинанда II Бурбона и близким сотрудником короля Обеих Сицилий Франциска II, на политику которого оказал значительное влияние.

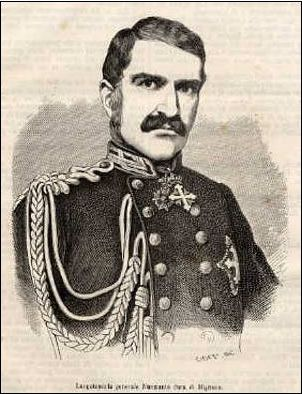
Алессандро Нунцианте герцог Миньяно. 1867 г.

В 1844 году Фердинанд II Бурбон перевёл его на службу в военный штаб. В 1845 году монарх присвоил ему титул жены герцога Миньяно. Майор (с 1846). В 1848 году во время революций в Италии он стал подполковником. Участвовал в подавлении беспорядков и репрессиях против восставших.
В 1849 году под командованием Карло Филанджери подавлял восстание на Сицилии. В 1850 году Нунцианте был произведен в полковники, и успешно руководил организацией егерских батальонов.
Бригадный генерал (с 1855). После восшествия на престол Обеих Сицилий Франциска II в мае 1859 года, влияние Нунцианте при дворе значительно возросло, и молодой государь назначил его своим главным помощником. Авторитет Нунцианте ещё больше возрос, когда 7 июля 1859 года тот способствовал подавлению мятежа некоторых швейцарских подразделений армии двух Сицилий.
После высадки Гаррибальди и битвы под Калатафими-Седжеста, Нунцианте подготовил план защиты острова и был разочарован, после того, как король отказался от его услуг. Озлоблённый, он после потери Сицилии и победы Гаррибальди стал сторонником Рисорджименто.
Подал в отставку, покинул Неаполь и отправился в Турин, где предложил свои услуги Камилло Бенсо ди Кавуру, сыгравшему исключительную роль в объединении Италии под властью сардинского монарха, будущему первому премьер-министру Италии.
В 1860 году вступил в Пьемонтскую армию. Генерал-лейтенант (с 1860). В 1864 году стал членом постоянной комиссии по обороне государства, и, после начала война за независимость, получил под командование 4-ю дивизию 2-го армейского корпуса по руководством генерала Доменико Куккиари. Отличился, принимая участие в битве при Кустоце.
Политик. Член партии «Левая». Избрался депутатом Палаты депутатов королевства Италия (с 1867 по 1880). Сенатор (1879).
В результате сильной депрессии обезумел. Умер в Неаполе в 1881 году.